# Metallizzazione (siderurgia)
La metallazione, in siderurgia e nella produzione di ferro per riduzione diretta, indica la percentuale di ferro ossidato convertito a ferro metallico.
{\displaystyle metallazione(\%)={\frac {ferro\,metallico}{ferro\,totale}}\times 100}